# Alarmel Valli
Alarmel Valli, née le 14 septembre 1956 à Chennai, est l'une des danseuses classiques indiennes et chorégraphes, et la principale représentante du style Pandanallur, dans le bharata natyam.
Elle a fondé une école de danse à Chennai en 1984, où elle enseigne le bharata natyam.

## Biographie
Alarmel Valli est née et a grandi à Chennai, où elle fait ses études. Elle effectue des études supérieures en littérature anglaise au Stella Maris College, à Chennai. Elle est formée au style Pandanallur du bharata natyam dès l'âge de six ans, auprès de gourous renommés, Chokkalingam Pillai et son fils Subbaraya Pillai. Elle étudie la musique pendant de nombreuses années sous la direction de Thanjavur Muktha, qui s’inscrit dans la continuité d’une autre musicienne bien connue en Inde, sa grand-mère Veenai Dhanammal. Elle se forme également à une autre danse indienne, l’Odissi, avec le gourou Kelucharan Mohapatra et son disciple Ramani Ranjan Jena,.
Elle fait ses débuts sur scène à l'âge de 9 ans et demi sous les auspices de l'Indian Institute of Fine Arts de Madras, et reçoit le prix Natya Kala Bhushan. Elle gagne ses lauriers sur la scène internationale alors qu'elle a à peine 16 ans au Théâtre de la Ville à Paris,,.
Ses recherches sur la littérature tamoule moderne et la poésie Sangam, qui lui est antérieure, lui permettent de constituer un important répertoire de textes poétiques. Au fil des années, elle adapte sa danse à son inspiration, construit ses chorégraphies et développe son propre style.
Elle fonde la Dipasikha Dance Foundation à Chennai en 1984, où elle enseigne le bharata natyam. Elle devient la principale représentante du style Pandanallur.
Elle se produit également sur les scènes internationales, comme le Théâtre Bolchoï, le Festival international de danse de Vienne, le Festival d'opéra de Munich, le Festival d'Édimbourg, le New York International Festival of Arts, le Festival d'Avignon, le Théâtre de la Ville, etc.,, le Théâtre des Abbesses, ou encore, par exemple, au Festival de Salzbourg. « Quand je danse, je me sens à la fois poétesse, peintre et chanteuse. Mais en fin de compte, pour moi, c'est une prière avec tout mon être - non pas un rituel formel et austère, mais une expérience transformatrice, une célébration joyeuse de la vie et du divin. En danse, tout ce qu'il y a de meilleur en moi est cristallisé ».
En 1991, elle est la deuxième plus jeune danseuse à recevoir le Padma Shri du gouvernement indien, après Vyjayanthimala. Elle se voit remettre le Sangeet Natak Akademi Award en 2001 par la National Academy for Music, Dance and Drama,suivi de l'une des plus hautes distinctions civiles de l'Inde, le Padma Bhushan, par le gouvernement indien en 2004. Elle est faite Chevalier des arts et des lettres par le Gouvernement français, cette même année 2004.